# Imigração taiwanesa no Brasil
A imigração taiwanesa no Brasil é recente em comparação com a imigração dos chineses. A imigração realmente significante dos taiwaneses para o Brasil começou nos anos 1960. A maioria destes imigrantes eram agricultores originários de Kaohsiung.
Muitos taiwaneses brasileiros hoje vivem em São Paulo, no Rio Grande do Sul, no Paraná e no Rio de Janeiro. No Rio de Janeiro, 30% dos chineses vieram de Taiwan (muitos nasceram no continente, mas exilaram-se na ilha junto com o regime de Chiang Kai-Shek depois da vitória do Partido Comunista da China na parte continental do país em 1949) e estima-se que 70% dos chineses paulistanos saíram de Taiwan.

## Pessoas Notavéis
- Jui Huang[5]
- William Woo